# Arrenurus lautus
Arrenurus lautus är en kvalsterart som beskrevs av Koeenike 1895. Arrenurus lautus ingår i släktet Arrenurus och familjen Arrenuridae. Inga underarter finns listade i Catalogue of Life.